# صموئيل ديكنسون هوبارد
صموئيل ديكنسون هوبارد (بالإنجليزية: Samuel Dickinson Hubbard)‏ (و. 1799 – 1855 م) هو سياسي، ومحام من الولايات المتحدة الأمريكية ولد في ميدلتاون.
وهو عضو في حزب اليمين، والحزب الديمقراطي الأمريكي .

## التعليم
تعلم في جامعة ييل.